# KISSより…
『KISSより…』（キスより）は、1999年3月18日にKIDより発売されたセガサターン用恋愛シミュレーションゲーム。

## 概要
夏休みに海辺のリゾート施設でアルバイトをしながら、ヒロインたちと交流を重ねる作品。KID最後のセガサターン（SS）用ソフトであり、以後の同社の作品はPlayStationを主要プラットフォームとすることになる。発売時には「春だ!!セガサターン デ・キ・ル キャンペーン」と銘打ったメディアワークス・KID・データム・ポリスター3社合同での販促活動が行われ、『デバイスレイン』『KISSより…』『涼子のおしゃべりルーム』連動購入応募特典カードが配布された。
1999年12月2日には当時まだモノクロだったワンダースワン向けに『KISSより…〜シーサイドセレナーデ〜』（キスより Seaside Serenade）が発売された。
また、前作『6インチまいだーりん』同様、1999年6月24日にあいりゅからPC用アダルトゲーム版が発売された。高校生として設定されていた登場人物の年齢がぼかされており、システムが整理されて簡略化されている。そのほか、OVAでアダルトアニメも発売されている。

## ストーリー
待ちに待った夏休み。しかし母親が遠方で暮らす父親のもとへ生活費も残さずに行ってしまったため、主人公は突然困窮する羽目に。急遽申し込んだアルバイト先のオーナーの好意で給料を前借りできた彼は、借金の返済にいそしみつつ、夏の海で出逢う少女たちと交流を重ねていく。

## ゲームの流れ

### プロフィール
まず、主人公のプロフィールを設定する。名前や誕生日のほか、好きなスポーツや色などを事細かく決めるが、これらの項目はヒロインとの相性にかかわってくる。
主人公の能力は知識・器用さ・男らしさ・会話の4つで表され、アルバイトやアイテムの使用などによって上昇する。ヒロインとのグッドエンドに到達するためには一定以上の能力が必要とされるが、ゲームの目的に借金の返済が含まれているため相応のアルバイトをこなさねばならず、よって特にプレイヤーが意識しなくても能力は向上していく。また体調も数値化されており、スタミナが減りすぎたりストレスが増えすぎたりすると寝込む羽目になるので、適度に休息を取らねばならない。

### アルバイト
1日の開始時にオーナーに電話をし、働く場所を決定する。労働開始は午後からなので、それまでは自由に街を散策できる。給料は労働後にその場で支給されるが、借金が残っている場合は半分を返済に当てねばならない。アルバイトで失敗した場合は支給額がさらに半分になる。
アルバイトの申し込みは任意だが、夏休み終了までに借金を返せなかった場合、ヒロインとの関係にかかわりなくバッドエンドとなる。また、返済完了してもデート資金などのために働く必要はある。

### ヒロインとの交流
街を散策中にヒロインと出会うと、リアルタイム会話イベントが発生する。このイベントでは制限時間内に質問しあって互いのことを知っていく。ここでヒロインの趣味に合うような受け答えをすると好感度が上昇するが、そのためには相応の話題を用意しておかねばならない。雑誌やビデオなどのアイテムを購入し自室で使用することで話題を獲得できるが、主人公の趣味がヒロインと一致していると自己紹介するだけで好印象を与えられる。そのためゲーム開始時に目当てのヒロインに合わせて設定を行っておくと攻略が容易になる。好感度が規定値に達すると電話番号を教えてもらい、デートに誘えるようになる。
デートは前日に電話をかけて約束し、マップ上を移動して各種施設を訪れることで行う。複数箇所をめぐり歩けば好感度上昇の機会を多く得られるが、それだけ所持金や体力の消費も大きくなる。特定の場所ではリアルタイムイベントが発生し、会話だけではなくヒロインを直接見つめたり触れたりしてじゃれあうことができる。また、デート中に限らずヒロインと会話しているときに写真を撮ることができ、画像をアルバムで閲覧できるスナップショット機能も用意されている。
グッドエンド到達には単にデート回数をこなすだけでなく、イベントを発生させてシナリオを進行させる必要がある。就寝中に予知夢を見て次のイベントのヒントを得られることがあり、これを夢（デジャブ）システムと呼ぶ。

### PC版での変更点
PC版には成人向け要素が含まれるほか、SS版での冗長な部分が省かれている。
- マップの移動先の数を削減。それに伴いアルバイトの選択肢も減少している。
- スタミナとそれを回復させる「リラックス」コマンドを排除。体調はストレスのみで表現する。
- 10分刻みだった時間進行は、朝・昼・午後……のような簡素なタイムテーブルに変更されている。
- リアルタイムイベントとスナップショット機能は排除。
- 条件を満たすことで淫夢が見られる。

## 登場人物
声の担当はSS版 / OVA版の順に表記。同じ場合は統一した。なお、PC版の声は非公開である。

### メインキャラクター
伊藤 祐二（いとう ゆうじ：SS）
袋井 雅人（ふくろい まさと：PC / OVA）※ゲーム版での名前は変更可能
声：東城直樹（OVAのみ）
主人公の少年。OVA版では小説家志望だった。
麻丘 千尋（あさおか ちひろ）
声：静木亜美
主人公の中学時代の友人。国見伸吾と交際しているが、あいまいな関係にとどまっている。
広瀬 七海（ひろせ ななみ）
声：友永朱音 / 森野ことり
海を愛する少女。自然を汚しかねない観光業を嫌っているため、海の家「マリンパレス」でアルバイトすると彼女の好感度が下がってしまう。
杉田 智恵理（すぎた ちえり）
声：悠羽
元気で能天気なドジっ子。レストラン「ペニー」でアルバイトしている。バイト中に子供にスカートを捲られ、翌日突風にスカートを捲られるというサービスシーンの多い娘。OVA版にはペニーが出てこないため、アルバイト先はマリンパレスになっている。
柏崎 麗（かしわざき うらら）
声：渡邊優子
派手な装いで夜遊びを楽しむわがままな少女。実はお嬢様である。OVA版では、離婚して家庭を去った父親の影を追っている。
山咲 かんな（やまざき かんな）
声：江幡育子 / 桃月ゆき
明るい性格で気さくな少女。マリンパレスでアルバイトしている。OVA版では千尋の友人として登場する。
早坂 みく（はやさか みく）
声：三五美奈子
内気で子供っぽい少女。ヒクソンという犬を飼っている。千尋のシナリオをある程度進めたうえで彼女を突き放し、国見と旅行に行かせるという複雑な手順を踏まないとゲームに登場しない。
りんご
声：田島雅美
主人公の妹。中学生。要領がいいので貯金をしており、兄と違って生活には困っていない。他の6人のヒロインのシナリオを読了することで攻略可能となる。ただし千尋のシナリオをある程度進めたうえで彼女に振られないとクリアできない。

### サブキャラクター
雷（いかずち）
声：内藤玲
主人公の友人。女の子には積極的だが、猥談の類は嫌い。
国見 伸吾（くにみ しんご）
声：峰松豊 / 寺田剛毅
千尋の連れの青年。軽薄な感じだが、千尋のことは真剣に想っている。OVA版では千尋の従兄であり、優秀な好青年になっている。しかし彼女の兄代わりという立場から脱することができず、雅人に千尋を託す。
石原 哲也（いしはら てつや）
声：上別府仁資
海の家「マリンパレス」のオーナーであり、ほかにも周辺の事業を数多く手掛けている。アロハシャツ姿の気さくな男性。
白石 正樹（しらいし まさき）
声：峰松豊 / 沢木輝男
マリンパレスの店長。厳しくて口うるさい。
篠沢 弘（しのざわ ひろし）
声：内藤玲
レストラン「ペニー」の店長。おおらかで優しい男性。
真田 邦彦（さなだ くにひこ）
声：泉庄司
有名な俳優。

### OVA版キャラクター
岡 芳郎（おか よしろう）
声：真壁真二
雅人の友人で、彼と一緒にマリンパレスのアルバイトに申し込んだ。女の子に積極的で、智恵理やかんなを口説き落とす。
石丸 幸二（いしまる こうじ）
声：関根邦夫
千尋のアルバイト先の同僚の、大人の男性。

## スタッフ

### SS版スタッフ
- プロデューサー : 佐藤英之
- 原画 : 輿水隆之、松尾幸洋、川村敏江、魚谷哲也、長坂寛治
- シナリオ : さっぽろモモコ、野村茉里香、皐月ももこ

### PC版スタッフ
- プロデューサー : 井上智元
- ディレクター : 藤川英太、モザイクカケオ、ZAWA
- イラストレーター : 輿水隆之、魚谷哲也、長坂寛治、高井宏暢、松尾ゆきひろ、山本淳也、末松利勝
- シナリオ : 野村茉里香、さっぽろモモコ、皐月ももこ
- ミュージックコンポーザー : 後藤樹里

## 主題歌
（SS版）
オープニングテーマ『夏のうわごと』
作詞：／作曲：／歌：静木亜美
エンディングテーマ『Dr Empty』
作詞：／作曲：／歌：静木亜美

## OVA
1999年、J.V.D.より全3巻でアダルトアニメが発売された。原作ゲームは夏のみを舞台としていたが、アニメではそれぞれの章で夏・秋・冬と移り行く季節を描いている。原作ヒロインのうち、七海とりんごは登場しない。
メディアはVHSとDVD。VHSの第1巻のみ、テレホンカードが付属する初回限定版が存在する。また、2003年5月29日には電脳CLUBより3話を1本に再編集したDVDプレイヤーズゲームが発売された。

### OVAスタッフ
- 監督 - 久城りおん
- 脚本 - 真壁六郎太
- 絵コンテ - 坂本郷
- キャラデザイン・作画監督 - 雷火剣
- 美術監督 - 泡末栄治
- 音楽 - Yoshi
- アニメプロデューサー - 小俣真一
- アニメーション制作 - フェニックス・エンタテインメント

## 関連商品
- 小説『Kissより…』（著 : 此花咲耶 / KKベストセラーズ〈プレリュード文庫〉）ISBN 4584381267
- 攻略本『Kissより…』（徳間書店）ISBN 4198200742
- CD『Fantastic Character Series KISSより…』（サイトロン / PCCB-00375）